# Bad beat
Nel poker bad beat (significa "battuto in brutto modo" o "brutto colpo"), è un termine usato per indicare una mano molto forte che perde in una maniera statisticamente improbabile.
Spesso accade in varianti del poker scoperto (Texas hold 'em, Stud poker, Omaha, Telesina) in cui un giocatore con una mano molto forte viene visto (riceve un call) da un giocatore con una mano debole che effettua o vede la puntata contro le odds (o possibilità) di vittoria che "fortunosamente" pesca la carta che gli permette di migliorare il punto tra le poche possibili.
Non esiste una definizione univoca di bad beat tra i giocatori, e spesso questi discordano su quali situazioni di gioco costituiscano una bad beat, dato che esse sono correlate non solo alle possibilità statistiche, ma anche dal modo in cui la mano viene giocata.
Tuttavia nella sua accezione più generale una bad beat è tale solo se il giocatore che perderà la mano, l'avrà iniziata con probabilità nettamente più superiori del suo avversario. Se ad esempio all'inizio il giocatore in vantaggio ha il 60% di probabilità di vincere la mano che poi perderà, non si potrà parlare di bad beat, giacché non è così "improbabile" che ciò succeda (succede 4 volte su 10 statisticamente). Ma se il giocatore perdente ha iniziato la mano con il 90% delle probabilità, allora si può parlare di bad beat visto che la sua sconfitta era nettamente improbabile all'inizio della mano.
Per quanto riguarda il Texas hold 'em non si potrebbe, o dovrebbe, parlare di bad beat preflop in quanto le possibilità che ha A-A (miglior mano statisticamente possibile in inizio) contro 7-2 (peggior mano statisticamente possibile in inizio) andando allin preflop sono circa 83% contro 17%, è quindi un evento che si verifica circa 1 volta su 7. Diverso è il caso in cui un giocatore con Poker d'Assi al flop, perde contro una scala colore (o scala Reale) legata al turn o al river in quanto in questo caso le possibilità sono molto ridotte (circa 99% contro 1%)